# Guardizela
Guardizela é uma povoação portuguesa sede da Freguesia de Guardizela do Município de Guimarães, freguesia com 3,98 km² de área e 2 447 habitantes (censo de 2021), tendo, por isso, uma densidade populacional de 614,8 hab./km².

## Demografia
A população registada nos censos foi:
| Ano  | 0-14 Anos | 15-24 Anos | 25-64 Anos | > 65 Anos |
| 2001 | 474       | 401        | 1365       | 261       |
| 2011 | 361       | 310        | 1398       | 405       |
| 2021 | 258       | 267        | 1352       | 570       |